# Bataille de Cholet (14 mars 1793)
Pour les articles homonymes, voir Bataille de Cholet.
Guerre de Vendée
Batailles
La première bataille de Cholet se déroule le 14 mars 1793 lors de la première guerre de Vendée. Elle s'achève par la prise par les insurgés de la ville de Cholet.

## Prélude
Les premières émeutes contre la levée en masse débutent à Cholet le dimanche 3 mars 1793, lorsque 500 à 600 jeunes gens du canton réunis par le district pour prendre connaissance des modalités du recrutement du contingent local pour la levée des 300 000 hommes manifestent leur refus de partir,,. Le lendemain, la situation dégénère : deux grenadiers sont blessés et les gardes nationaux répliquent en ouvrant le feu sur la foule, tuant entre trois et dix personnes,.
Les Mauges entrent ensuite en insurrection : Saint-Florent-le-Vieil, Chemillé et Jallais sont prises les 12 et 13 mars par les insurgés qui font des prisonniers et saisissent des fusils et quatre canons,. Menés par Jean-Nicolas Stofflet, Jacques Cathelineau et Jean Perdriau, les insurgés décident alors de marcher sur Cholet, la principale ville des Mauges, peuplée de 7 000 habitants.

## Forces en présence
Les insurgés arrivent devant la ville le 14 mars. Ils sont environ 10 000, à 15 000,, tant paysans que tisserands. En face, les patriotes comptent 400, à 580 hommes, dont 300 à 500 gardes nationaux et 80,, à 110 cavaliers du 19e régiment de dragons,. Les républicains disposent comme armement de 300 fusils, de 400 à 500 piques et de quatre canons, tandis que les insurgés ont trois pièces capturées à Chemillé. En raison de la blessure du commandant de la garde nationale dans l'émeute du 4 mars, la direction des opérations militaires est remise au chef des dragons, le lieutenant François-Nicolas Guérard, du 11e régiment de cavalerie.

## Déroulement

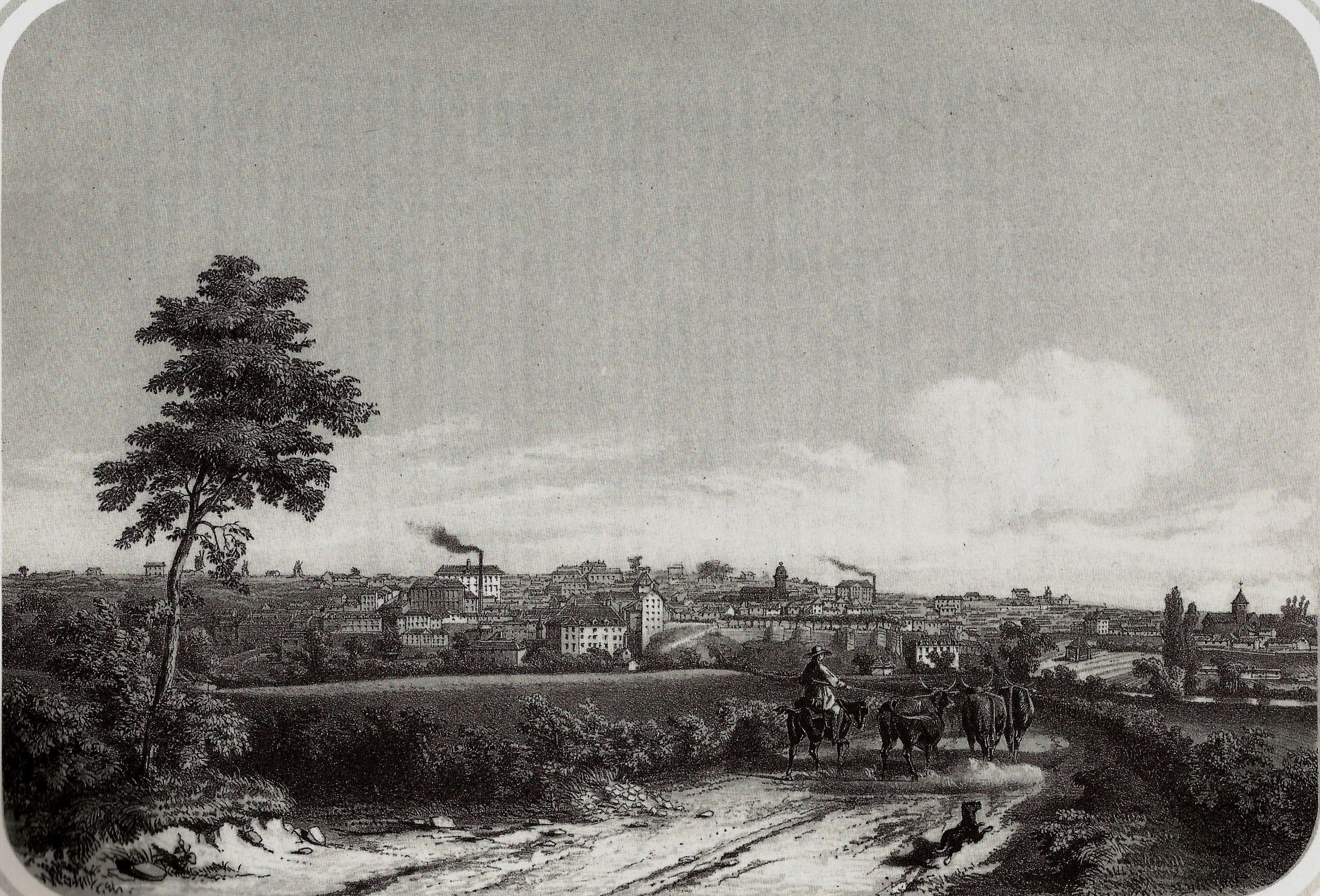
Vue de Cholet, dessin de Thomas Drake et lithographie d'Henri Daniaud, 1856.

Les insurgés commencent par adresser une sommation signée par Stofflet, commandant, et l'abbé Barbotin, aumônier,,, qui est portée vers midi par un ou deux des prisonniers faits à Chemillé, : « Il est enjoint aux habitants de Cholet de livrer leurs armes aux commandants de l'armée chrétienne forte de trente mille hommes, promettant dans ce cas seulement d'épargner les personnes et les propriétés »,. Les républicains hésitent un moment et envisagent de se replier sur Nantes, mais ils décident finalement de résister,,. Le marquis de Beauvau, procureur syndic du district, prend la tête des troupes,,.
Les insurgés arrivent alors sur Cholet par la route de Saumur, au nord-est, avec en première ligne des prisonniers patriotes utilisés comme boucliers humains. La ville étant dépourvue de murailles ou de retranchements, les patriotes décident de faire une sortie. Vers deux heures de l'après-midi, Beauvau et Guérard se portent à la rencontre des insurgés, avec 200 à 300 hommes et deux canons,. Des citoyens armés de piques restent en arrière pour défendre la ville. Beauvau dépasse le manoir de Bois-Grolleau et prend position un kilomètre plus loin sur la lande de Paganne — ou Pazannes — mais il constate que le manoir de Bois-Grolleau, situé sur une hauteur, offre une position plus favorable et donne l'ordre de reculer,.
Cependant les paysans arrivent sur lui et adressent une nouvelle sommation. Beauvau répond en faisant ouvrir le feu avec son artillerie. Une forte pluie tombe au début du combat et les paysans, confus et désorganisés, semblent hésiter. Des combattants armés de fusils se déploient cependant en tirailleurs et ouvrent le feu, ce qui surprend les républicains et cause plusieurs pertes dans leurs rangs. Les insurgés utilisent également leurs canons capturés à Chemillé. Beauvau et une dizaine de gardes nationaux sont fauchés mortellement,. Les cavaliers tentent une charge, mais ils s'arrêtent, puis prennent la fuite vers Clisson et Beaupréau. Les patriotes cèdent alors à la panique,.
Les paysans se lancent à la poursuite des gardes nationaux et entrent dans Cholet où ils ne rencontrent guère d'opposition. Les citoyens armés de piques qui étaient restés à l'arrière s'enfuient à leur tour. Une poignée d'hommes menés par le commandant de la garde nationale Pocher-Durocher, blessé dans l'affaire du 4 mars et porté sur un brancard, tentent de résister sur la place centrale avec quelques canons. Les derniers défenseurs républicains — quelques gardes nationaux — se retranchent dans une aile du château, où ils résistent cinq heures,. Les insurgés finissent par mettre le feu à une partie de l'édifice pour les déloger,,,. Les républicains se replient alors dans la cour, où cernés et à court de munitions, ils acceptent de se rendre,.

## Pertes
D'après un procès verbal dressé à Angers par les administrateurs du district de Cholet, « plus de cent défenseurs de la République » sont « sacrifiés » lors de cette « fatale journée ». Après avoir été capturé à Chalonnes-sur-Loire, Joseph Cathelineau, frère de Jacques Cathelineau, déclare lors de son interrogatoire, le 27 mars, devant la commission militaire à Angers, que 200 patriotes, tant de la garde nationale que sans uniforme, ont été tués lors de la prise de Cholet. Capturé par les insurgés, le juge de paix de Cholet, Jean-Julien Savary, écrit dans ses mémoires que près de la moitié des combattants républicains périrent lors de la prise de la ville et qu'une centaine de patriotes furent faits prisonniers. Selon lui, Beauvau trouve la mort peu après le début des combats, le commandant de la garde nationale Pocher-Durocher est sauvé par une femme et le commandant en second Maugars est tué en combattant au corps-à-corps après avoir refusé de se rendre,,. Le 18 mars, le courrier Piaud affirme au directoire du département de Maine-et-Loire que plus de 120 patriotes ont été faits prisonniers par les « brigands ». Ils sont enfermés pour la plupart dans le château, d'autres le sont dans la prison de la ville ou bien à l'hôpital.
Certains cavaliers républicains rejoignent à Beaupréau les forces de Maurice d'Elbée et passent du côté des insurgés. Le lieutenant des dragons François-Nicolas Guérard parvient quant à lui à s'enfuir.
Du côté des historiens, Jean Tabeur donne un bilan de 150 morts pour les patriotes, tandis qu'Émile Gabory et Roger Dupuy évoquent 300 tués,. Émile Gabory porte les pertes des insurgés à 30 tués et Roger Dupuy à 40.

## Conséquences
Un orage éclate en fin de journée,. Maîtres de la ville, les insurgés s'emploient à éteindre l'incendie du château et ouvrent les prisons. La municipalité et les maisons des patriotes sont pillées. L'arbre de la liberté, planté en 1789, est arraché. Les archives du district et de la municipalité sont brûlées,, y compris des archives confisquées à des émigrés et à des monastères. Un vieux noble, Cesbron d'Argonne, enrôlé de force par les insurgés, est nommé gouverneur de la ville,. Le 15 mars, un comité de cinq membres est formé pour administrer la ville,. Il est présidé par le libraire-éditeur Louis Denis, et parmi ses autres membres figurent Jacques-Joseph Bourasseau, Joseph-François Boutillier et La Renollière.
Selon les mémoires de Jean-Julien Savary, les prisonniers républicains sont gardés sous les halles pendant la nuit, puis enfermés dans le château,,. La liste des patriotes de la ville est dressée avec des notes plus ou moins favorables. Une amnistie est publiée, mais avec injonction à tous les patriotes de se rendre au château et d'y remettre leurs armes sous peine de mort. Des perquisitions sont faites dans les maisons et les personnes soupçonnées de patriotisme sont arrêtées. Ces dernières sont interrogées par le comité qui en renvoie certaines chez elles et fait enfermer les autres au château. Quelques patriotes découverts dans leurs retraites et ne s'étant pas présentés d'eux-mêmes au comité sont fusillés,. Selon Savary, les conditions des prisonniers s'améliorent lorsque la ville passe sous l'autorité de Maurice d'Elbée. Les prisonniers sont libérés et autorisés à rentrer chez eux à condition de se présenter chaque jour à l'appel du comité. Cependant les élus municipaux et districaux ainsi qu'un certain nombre de patriotes se réfugient à Angers et à Saumur, où certains s'enrôlent dans les armées républicaines.